# Atapuerca
Atapuercabergen (Sierra de Atapuerca på spanska) är en uråldrig karstregion i Spanien i provinsen Burgos och nära staden Atapuerca och Ibeas de Juarros. I bergens grottsystem har de äldsta kända fossilerna och stenverktygen i Västeuropa hittats.

## Atapuercabergens geografi

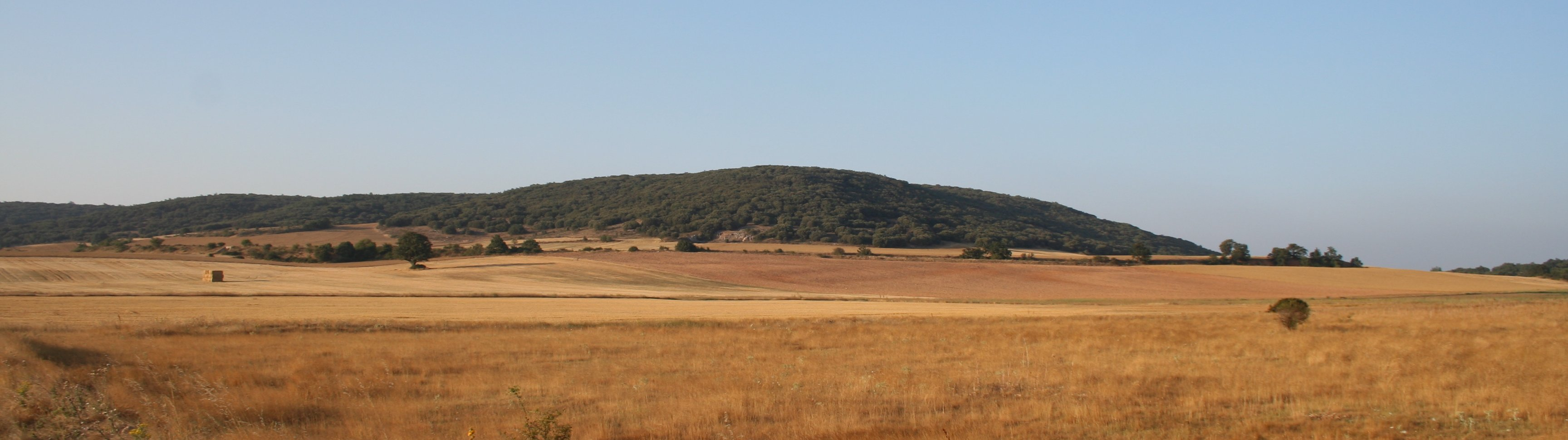
Vy över bergen.

Burebapasset förenar Iberiska halvöns inre med Frankrike. Den når Ebrodalen vid Medelhavet och Duerodalen vid Atlanten. Som sådan, var passet en del av Romarrikets vägar och Jakobsleden och är idag en del av motorvägarna N-I och AP-1.

## Arkeologiska området i Atapuerca

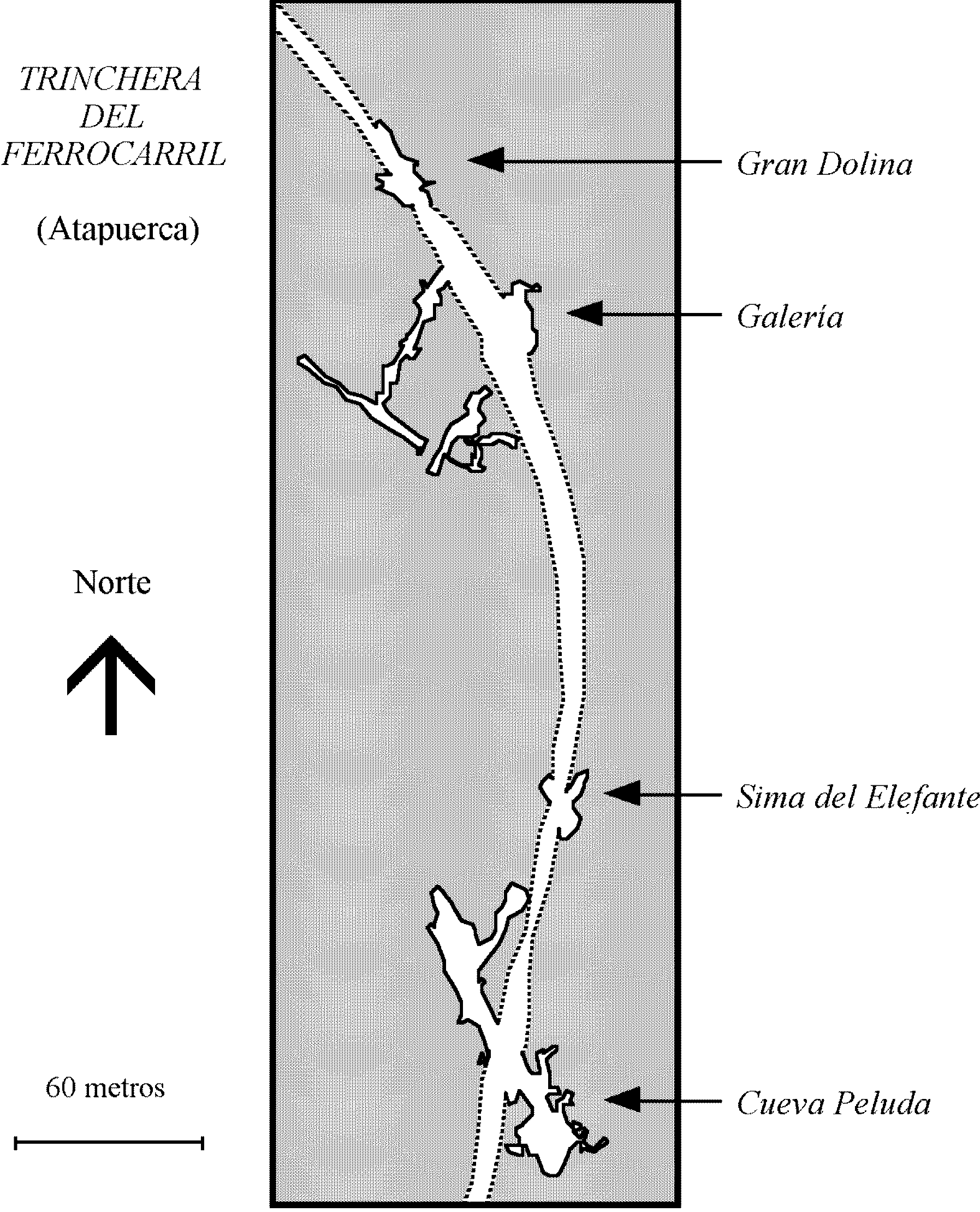
Karta över järnvägsdiket med olika platser.

De arkeologiska fynden hittades under järnvägsbygget som går genom Gran Dolina, Galería and Elefante, och i Sima de los Huesos grotta. De vetenskapliga utgrävningarna började under ledning av Francisco Jordá Cerdá 1964, som fann mänskliga kvarlevor från en rad olika tidsepoker, alltifrån människans tidiga historia till bronsåldern och den moderna människan. En grupp ledd av Emiliano Aguirre fann artefakter av sten under perioden 1978-1990. År 2000 fick Atapuercas arkeologiska område världsarvsstatus.

### Portalón (1910-)
Under 1900-talet hittade flera arkeologer, däribland Jesús Carballo (1910-1911), Geoffrey Clark (1971), José María Apellániz (1973-1983) och Juan Luis Arsuaga (2000-), keramiska lämningar från sen neolitikum, bronsåldern och tiden för Romarriket

### Galería del Sílex (1972)
1972 upptäcktes av en lokal speleologigrupp, att det finns intakta grottmålningar i bergen.

### Galería (1978-)

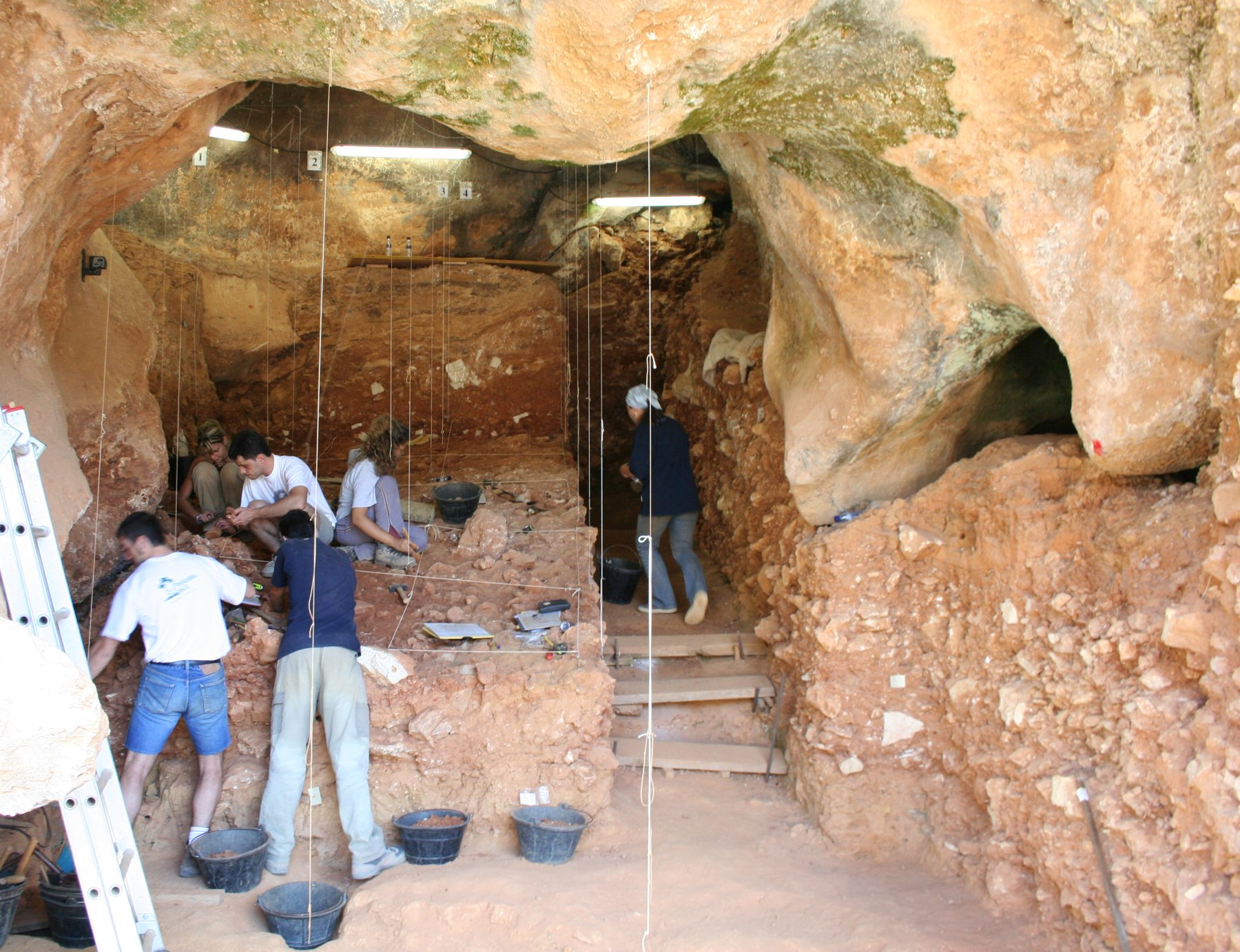
Trinchera Zarpazos, delar av Galería-systemet, 2006

Ett käkfragment hittades på 1970-talet, och ett skallfragment 1995, båda tillhörde Homo heidelbergensis. Därtill har arkeologer funnit rester av djur, däribland ett lejon, växter och instrument som är 400 000 år gamla.

### Trinchera Dolina (1981-)

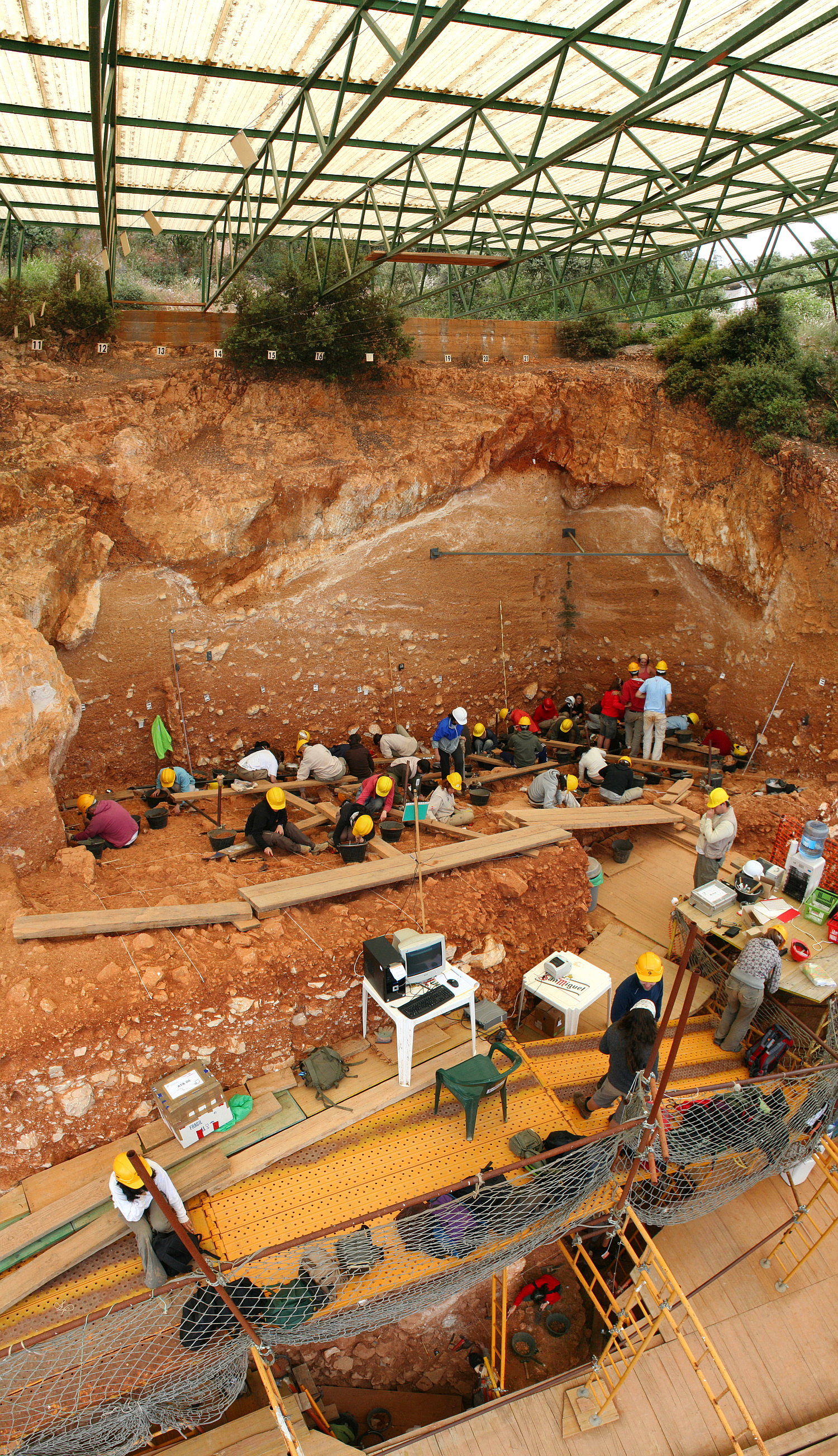
Utgrävningar vid platsen Gran Dolina 2008: Större delen av de som gör utgrävningar vid utgrävningsnivå TD-10, finns en Homo heidelbergensis-boplats.

Gran Dolina är en stor grotta med flera nivåer (TD-11 to TD-1), vars utgrävningar påbörjades i september 1981: 
- TD-11: Verktyg från Moustérienkulturen har hittats här.
- Nivå TD-10 kan vara ett Homo heidelbergensis-läger, med verktyg och lämningar efter bison.
- Nivå TD-8, nådd första gången 1994, har gett magnifika köttätare.
- På nivå TD-7, hittades ett ben av ett slidhornsdjur (likt ett mufflonfår) i anatomisk position hittades 1994.
- TD-6 (Aurora stratum): Fann arkeologer, 1994 och1995, över 80 benfragment från fem eller sex hominider från mellan 850 000 och 780 000 år sedan. Omkring 25 % av de mänskliga kvarlevorna som hittats gav de första bevisen för kannibalism. Dessa fynd är åtminstone 250 000 år äldre än några andra hominider som hittats i västra Europa. Det diskuteras ännu om vilka arter dessa fossil tillhör antingen Homo erectus, Homo heidelbergensis, eller en ny art Homo antecessor. Några paleoantropologer som har studerat fynden i Gran Dolina hävdar att Homo antecessor kan varit föregångare till Homo heidelbergensis, som senare gett upphorv till Neandertalare.

- Nivå TD-5 kan ha varit ett tillhåll för rovdjur.
- På TD-4 (daterat 780 000 f. Kr), under utgrävningen 1991, hittades fyra litiska bitar. Här finns även ett dussintal lämningar av Ursus dolinensis, en ny björnart.
- På de lägre nivåerna (TD-1 och TD-2), finns inga fossiler.

### Sima de los Huesos (1983-)

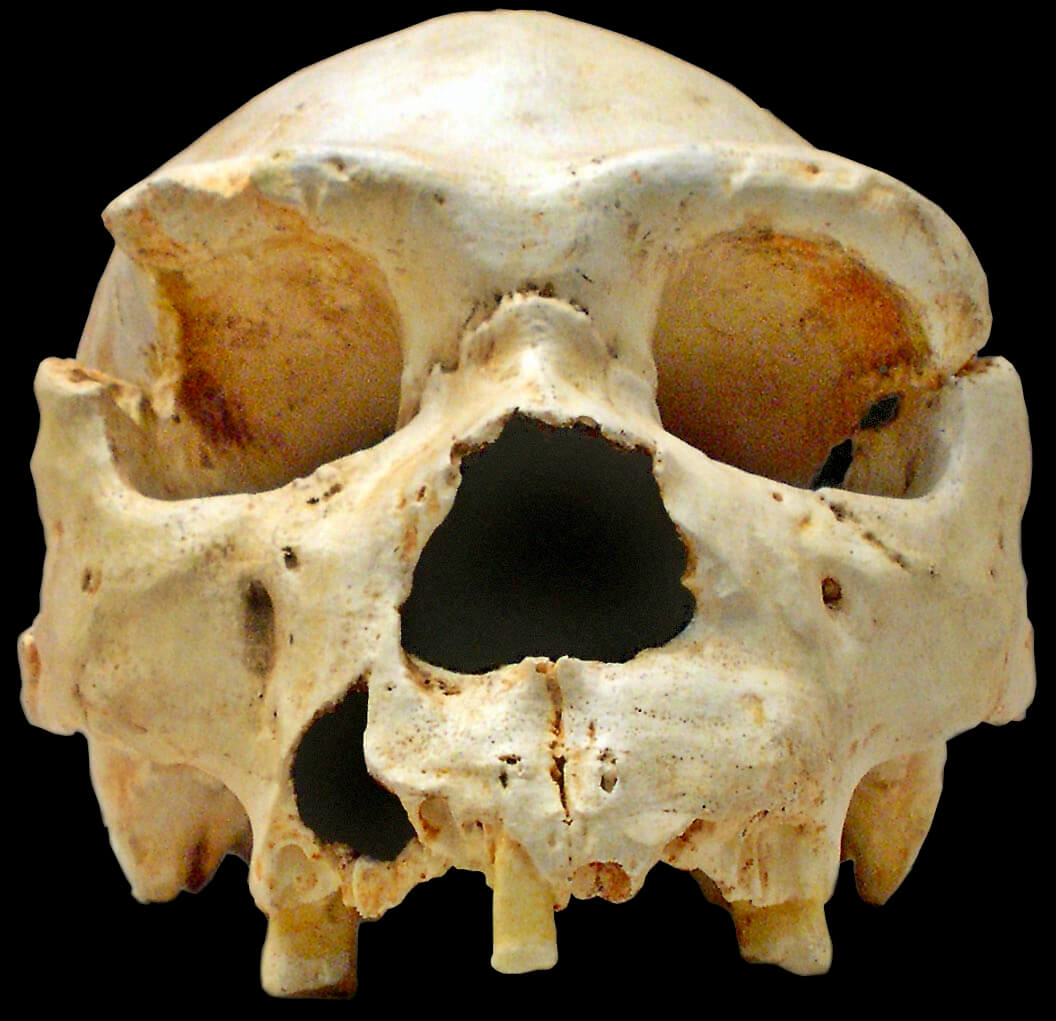
"Homo heidelbergensis kranium 5" är ett av de viktigaste fynden i Sima de los Huesos. Kraniets underkäke dök upp, nästan intakt, några år efter fyndet och nära fyndplatsen.

Den mest berömda platsen i Atapuerca är "Sima de los Huesos" (bengropen). Den ligger i botten av en 13 meter djup grottgång.

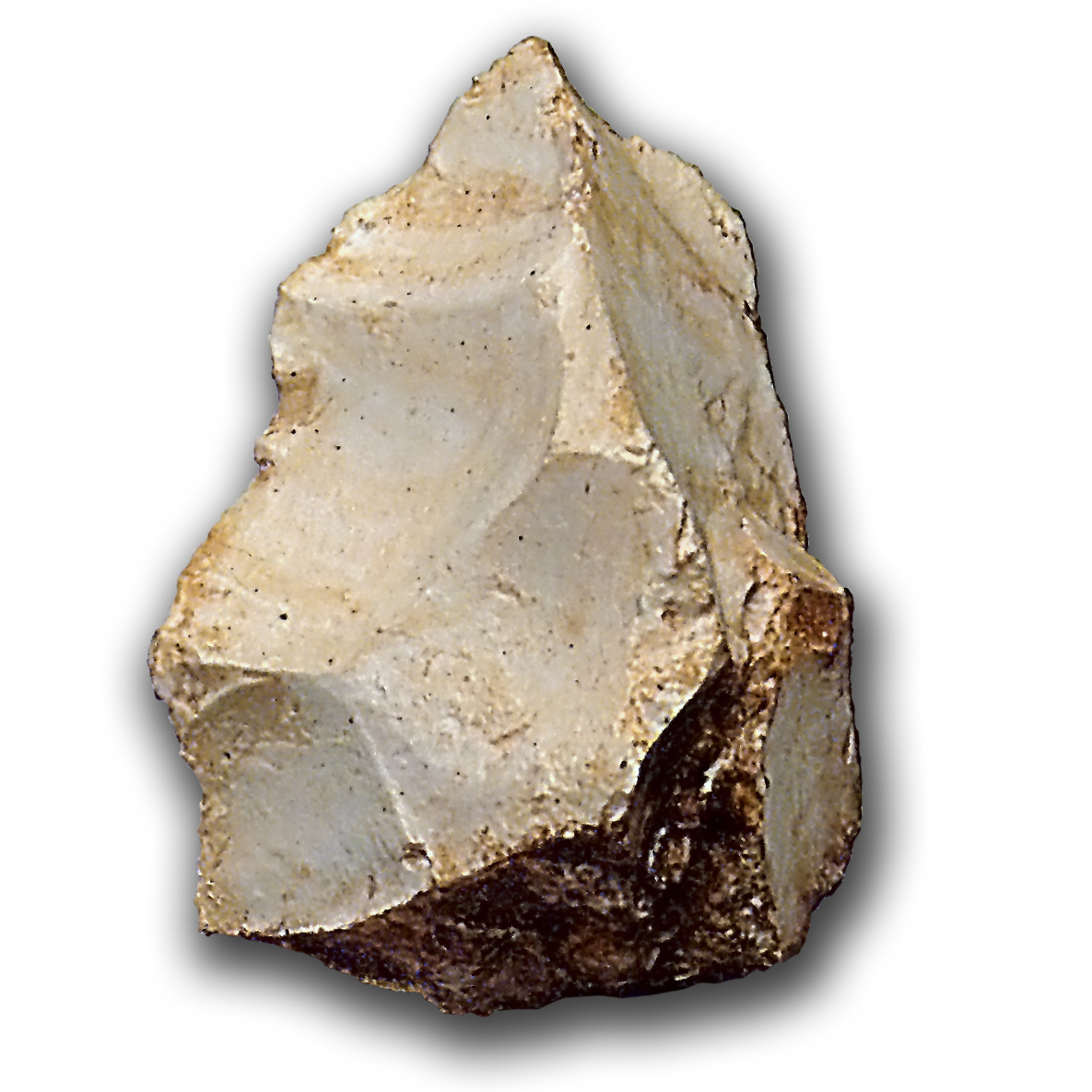
Lithic core in flint, sektion TD-11 av «Galería», Atapuerca

I början av 1997, lokaliserade utgrävningsteamet fler än 5 500 människoben från Homo heidelbergensis som är minst 350 000 år gamla, vilket sammanfaller med Pleistocen, tillsammans med lämningar av Ursus deningeri och en yxa från Acheuléenkulturen och gjord av röd kvartsit. 90 procent av de kända lämningarna av Homo heidelbergensis har hittats här. Däribland finns:

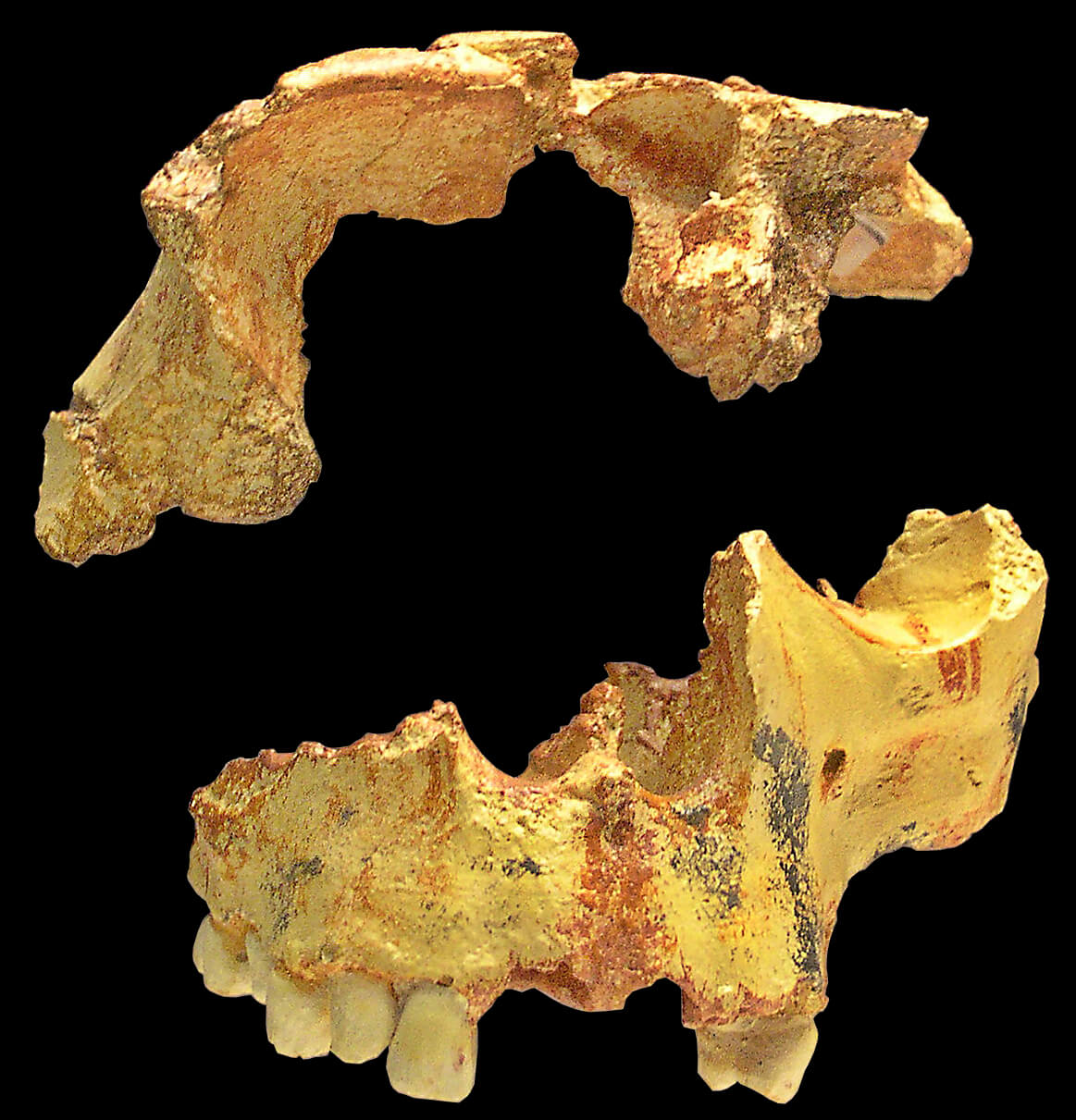
Homo antecessor, ofullständig skalle som hittats i "Gran Dolina", Atapuerca.

- Ett helt kranium (kranium 5), kallat Miguelón, samt fragment av andra kranium, som kranium 4, kallat Agamenón and kranium 6, kallat Rui (från El Cid, en lokal hjälte).
- Ett fullständigt bäcken (Pelvis 1), kallat Elvis, till minne av Elvis Presley.
- Underkäkar, tänder, en mängd olika ben (lårben, hand- och fotben, ryggkotor, revben etc)
- Ett barn med kraniosynostos hittades daterat till 530 000 BP och ger bevis för matdelning under människans historia[2].

Utgrävarna föreslår att mängden ben i gropen kan representera praktiserandet av begravningar av grottans invånare. En annan teori ser avsaknaden av små ben i hopförandet och föreslår att lämningarna spolades ned i gropen av naturliga orsaker.

### Sima del Elefante (1996-)
Enligt José María Bermúdez de Castro, med-ledare för forskningen vid en arkeologisk plats i Atapuerca, har fynd avslöjat "anatomiska bevis för hominider som tillverkat verktyg för mer än en miljon år sedan. vilket kan vara den tidigaste västeuropeiska hominiden: först, en tand i juni 2007 och därefter 2008, ett fragment av käkben, och ett proximalt fingerben. 

### Cueva del Mirador (1999-)
Detta ger information om jordbruk och arbete under neolitikum 
och bronsåldern.

### Orchids Valley (2000-2001) och Hundidero (2004–2005)
Stenverktyg från Upper Paleolithic har hittats.

### Hotel California (2006)
Friluftsbosättning.

## Historia
Atapuerca är även platsen för slaget vid Atapuerca år 1054 mellan Ferdinand I av León och hans bror Garcia V av Navarra.